# Меркур (футбольный клуб)
«Меркур» — российский футбольный клуб из Санкт-Петербурга.

## История

### Основание и первые годы (1903—1908)
Спб. футболъ и хоккей-клубъ «Меркуръ» был основан в 1904 (по другим данным, в 1903) году. Позиционировался как «купеческий» клуб — объединял представителей предпринимательских кругов, как русских (и обрусевших), так и иностранцев. Одними из первых членов Комитета клуба (на 1905 год) были А.Кольдевей (председатель), А.Данкер (многолетний капитан футбольной команды клуба), Ф.Гольц, Ю.Конколь, Г.Петров, Ф.Саксен. Цвета клуба — черно-красные.
Несмотря на то, что официальный устав клуба был принят только 26 мая 1909 года, «Меркур» уже с осени 1904 года участвовал в официальных городских соревнованиях под эгидой Петербургской футбол-лиги (ПФЛ). В первом своём сезоне клуб, вместе с другими новичками Лиги, был определён в новообразованный класс «Б», называвшийся поначалу «турнир для вторых команд» (второй соревновательный уровень), где занял по итогам третье место. Первый соревновательный матч в ПФЛ клуб провёл 5 сентября 1904 с клубом «Глория» (ничья 2:2). В следующем сезоне «Меркур» занял в том же турнире первое место (в дополнительном решающем матче обыграв клуб «Петровский» со счётом 8:1), и получил право выступления на высшем соревновательном уровне чемпионата города (кубке Аспдена).
В своих дебютных сезонах на высшем уровне (1906 и 1907) «Меркур», как и прочие «русские» клубы Лиги, был в тени доминировавших в ту пору «британских» клубов, занимая оба раза пятые места. Тем не менее, уже в первом своём чемпионате клуб преподнёс сенсацию — после четырёх подряд поражений со старта турнира он сумел обыграть признанного фаворита Лиги тех лет клуб «Невский» (2:0), прервав его 23-матчевую беспроигрышную серию в чемпионатах города, длившуюся с 1903 года, и стал первым русским клубом, сумевшим победить эту команду (что, впрочем, не помешало «Невским» праздновать очередной успех в том первенстве). Заняв в следующем сезоне последнее место в кубке Аспдена, клуб затем на год приостановил свою деятельность в ПФЛ. 
Впервые в составе сборной Санкт-Петербурга игроки «Меркура» Александр Данкер, Ф.Гольц и Николай Луговской выступили в матче «русской» и «английской» сборных (1:3), проводимом ПФЛ по итогам первенства города 22 октября 1906 года. В первом в истории междугороднем матче «русской» сборной со сборной Москвы 16 сентября 1907 года (5:4) участвовали также Павел Курзнер (знаменитый впоследствии актер театра и кино и оперный певец) и Николай Дьячков. Александр Данкер стал в том матче первым в истории русским голеадором сборной, забив москвичам уже на первой минуте ударом почти с центра поля.

### Первые успехи (1909—1914)
Клуб вернулся в ПФЛ после реорганизации и принятия устава накануне осеннего первенства 1909 года, в котором впервые занял призовое третье место. В те годы Лига переживала раскол — «британские» (и некоторые «русские») клубы откололись от нее, организовав конкурирующую лигу под названием «Российское общество футболистов-любителей» (РОФЛ), проводившую собственный чемпионат, по уровню не уступавший ПФЛ. В начале следующего сезона «Меркур» посчитал для себя лучшим перейти в эту лигу, сразу став ее лидером и победителем проводимого ею весеннего первенства 1911 года. После урегулирования к осени 1911 русско-британского конфликта «Меркур» стал победителем и первого воссоединённого чемпионата (кубка Макферсона), завоевав первый в своей истории городской титул. В этом сезоне клуб выиграл также и отдельный осенний чемпионат РОФЛ, победив, таким образом, во всех трёх турнирах, сыграв в них лишь один раз вничью при 15 победах. Успех «Меркура», не обладавшего, сравнительно с другими командами, подбором выдающихся футболистов, был признан неожиданным и феноменальным; однако пресса тех лет сумела разглядеть и отметить сыгранность и отличные физические кондиции команды — результат дисциплинированности и регулярной тренировки, что по тем временам было редкостью. Эта особенность стала «визитной карточкой» «Меркура» и в позднейшее время, неоднократно приносившей ему успех. На его примере ведущие русские клубы Лиги также начали вводить элементы профессионализма и регулярный тренировочный процесс, и довольно быстро научились обыгрывать и даже громить доселе непобедимые «британские» команды, состоявшие из индивидуально сильных технически, но нетренированных и собирающихся на матчи в разношерстных малосыгранных составах любителей.
Возросшая конкурентноспособность клубов Лиги не позволила относительно скромному по подбору игроков «Меркуру» удержаться в следующих сезонах на самой вершине турнирной таблицы, но отныне и практически до конца своей истории клуб являлся одним из «китов» питерского футбола. После сравнительно неудачного сезона 1912 года (IV место) клуб становился вторым в осеннем чемпионате 1913 и весеннем кубке 1914 годов.
Лицом команды, начиная с этого периода и на долгие годы, стал легендарный питерский футболист и спортсмен Александр Северов, практически не пропускавший матчи команды с 1909 года, рекордсмен по числу проведенных официальных матчей за «Меркур» — порядка 150 (последний из которых в 1929 году), в том числе 132 в матчах ПФЛ (рекорд Лиги), неоднократный победитель городских первенств. Другими значимыми футболистами были вратари Александр Коробицын и Сергей Шаверин, Владимир Власенко, Александр Данкер, Георгий Тиллинберг, а также весьма результативные форварды Дмитрий Киселёв, Михаил Соловьёв и Ал.Капелькин. Все они выступали за сборную Санкт-Петербурга; С.Шаверин и Д.Киселёв стали в ее составе серебряными призёрами чемпионата Российской империи 1913 года, а М.Соловьев участвовал в одном из неофициальных матчей сборной России с английской командой «Уондерерс».

### Эпоха доминирования в петроградском футболе (1915—1923)
Начиная с успеха в осеннем чемпионате Петрограда 1915, победу в котором принес удар Д.Киселёва в конце дополнительного матча с фаворитом того турнира «Спортом», «Меркур» в 14 из 16 проводимых до 1923 года первенств города занимал места не ниже второго, завоевав за это время 6 трофеев. Он являлся достойным оппонентом легендарному символу питерского футбола тех лет — клубу «Коломяги», собравшему в своем составе плеяду выдающихся футболистов, нередко практически в полном составе выступавших за сборную Петрограда, и являвшемуся одним из сильнейших в стране в тот период. В этом знаковом питерском противостоянии тех времен демонстрирующие элегантную комбинационную игру коломяжцы очень часто одерживали красивые победы, а целеустремлённость и упорство «Меркура» позволяли выдержать удар и демонстрировать в итоге даже бо́льшую стабильность результатов, чем победители. Особенно удачным для «Меркура» был сезон 1921 года — наряду с «дублем» в кубке и чемпионате города команда победила в традиционном кубке весенних чемпионов двух столиц (кубке Тосмена) московский клуб СК «Замоскворечье», в составе которого в том сезоне выступали Николай Соколов, Михаил Рущинский и Фёдор Селин — это позволило клубу считаться неофициальным чемпионом РСФСР того сезона. 
Значимыми игроками клуба и членами сборной Петрограда в тот период были, помимо А.Северова и Д.Киселева, вратари Владимир Данилевич и Александр Полежаев (в дальнейшем игравший за «Коломяги»), защитники Василий Скобелев и Алексей Рузанов, полузащитники Михаил Сергеев, Павел Москалёв и Михаил Окунь, нападающие Модест Колотушкин (игравший позднее в «Спорте» и «Пищевкусе»), Георгий Иванов и еще одна легенда клуба — Пётр Григорьев — один из лучших правых крайних нападающих в истории довоенного советского футбола, неоднократно выступавший в составе сборных РСФСР и  СССР, заслуженный мастер спорта, один из всего трёх футболистов-ленинградцев, сумевший стать в то время чемпионами СССР. Практически весь начальный период своей долгой карьеры он неизменно выступал за «Меркур» (и его преемников).

### После реформирования футбола в СССР (1924—1929)
После закрытия Петроградской футбольной лиги и входящих в нее клубов распоряжением Ленсовета от 10 марта 1924 года (на основании решения Высшего совета физической культуры (ВСФК) при ВЦИК) «о роспуске гражданских, частных, общественных спортивных кружков и организаций», субъектами спортивных соревнований могли быть только так называемые «районные кружки» спортивной организации под эгидой ЛКСМ, носившей название «Спартак». Клуб «Меркур» с игроками, стадионом и всеми активами был фактически провозглашён одним из таких кружков и получил название инструкторской команды РСК «Спартак» Центрального района. Формально «новый» клуб имел очевидную преемственность по отношению к «Меркуру», о чем неоднократно упоминала пресса тех лет, однако вопрос о правомерности полного исторического отождествления этих клубов, в том числе и формально-юридического, является дискуссионным — официальная позиция спортивного руководства того времени заключалась в демонстративном дистанциировании новых клубов от так называемых «бывших буржуазных».
В начале 1927 года, после новой реорганизации и передачи спорта в ведение профсоюзов (ЛГСПС — Ленинградский губернский совет профессиональных союзов), клуб первое время сохранял непрофсоюзную ведомственную принадлежность, будучи так называемой «образцовой командой» при Центральном Доме физической культуры (клуб ЦДФК), однако непосредственно в ходе осеннего первенства 1927 года все-таки перешел «под крыло» профсоюзов, изменив название на клуб ЛГСПС (позднее ЛОСПС), под которым выступал весь сезон 1928 года. В 1929 году клуб вновь получил название ЦДФК, но в 1930 такой клуб в чемпионате города уже не выступал, а ряд бывших его футболистов во главе с Петром Григорьевым оказались в составе клуба стадиона им.Ленина (КСЛ или «Стадион»), считающегося преемником клуба «Коломяги».  
При всех реорганизациях указанные «новые» клубы сохраняли общие с «Меркуром» эмблему и цвета.
Спортивные успехи клуба в этот период уже не были столь значительны — оставаясь поначалу заметной силой в первенствах города (два третьих и второе место), в последние сезоны клуб по итогам предварительного раунда не пробивался в финальную шестёрку высшего дивизиона. Это было связано со сложностью в конкуренции с набравшим силу «Динамо» и рядом профсоюзных команд, имевших бо́льшие возможности для усиления состава, в том числе и за счёт игроков «Меркура» (ЦДФК, ЛОСПС).
В число значимых игроков питерского футбола в этот период вошли братья Николай и Василий Топталовы, Борис Шелагин (вместе с П.Григорьевым ставший серебряным призёром чемпионата РСФСР 1928 в рамках Всесоюзной спартакиады; позднее играл в «Динамо»), братья Иван и Алексей Столяровы (А.Столяров позднее выступал за «Динамо» московское), Николай Барулин; после переезда из Москвы в Ленинград в конце 1925 года несколько матчей в команде провел легендарный вратарь Николай Соколов.

## Достижения клуба
- Чемпионат города
  -  — 1911, 1915, 1921, 1923
  -  — 1913, 1916, 1917, 1918, 1920, 1922, 1927
  -  — 1909, 1927 (в), 1928 (в)
- Кубок города
  -  — 1911[27], 1917, 1918, 1921
  -  — 1914, 1919, 1920, 1922
- Кубок Тосмена
  -  — 1921

## Достижения игроков клуба
- Игроки сборных Российской империи, РСФСР, СССР[14]
  - Михаил Соловьёв (1911)
  - Пётр Григорьев (1924 — 1930) — участник официальных матчей сборной СССР с Турцией
  - Василий Топталов (1930)
- Победители и призёры чемпионатов Российской империи, РСФСР, СССР
  - Дмитрий Киселёв —  Чемпионат Российской империи 1913[К 2]
  - Сергей Шаверин —  Чемпионат Российской империи 1913
  - Пётр Григорьев —  Чемпионат РСФСР 1924,  Чемпионат РСФСР 1928
  - Борис Шелагин —  Чемпионат РСФСР 1928

## Сезоны
| Сезон                                            | Соревновательный уровень                 | Первенство города | Первенство города | Первенство города | Первенство города | Первенство города | Первенство города | Первенство города | Примечания                                                                                           |
| Сезон                                            | Соревновательный уровень                 | Место             | И                 | В                 | Н                 | П                 | М                 | О                 | Примечания                                                                                           |
| ------------------------------------------------ | ---------------------------------------- | ----------------- | ----------------- | ----------------- | ----------------- | ----------------- | ----------------- | ----------------- | --- |
|                                                  |                                          |                   |                   |                   |                   |                   |                   |                   | |
| Петербургская футбольная лига                    |                                          |                   |                   |                   |                   |                   |                   |                   | |
|                                                  |                                          |                   |                   |                   |                   |                   |                   |                   | |
| 1904                                             | Класс «Б»                                | III               | 5                 | 2                 | 1                 | 2                 | 9 — 12            | 5                 | |
|                                                  |                                          |                   |                   |                   |                   |                   |                   |                   | |
| 1905                                             | Класс «Б»                                | I                 | 8                 | 6                 | 2                 | 0                 | 57 — 9            | 14                | |
|                                                  |                                          |                   |                   |                   |                   |                   |                   |                   | |
| 1906                                             | Класс «А»                                | V                 | 10                | 4                 | 2                 | 6                 | 20 — 22           | 8                 | |
|                                                  |                                          |                   |                   |                   |                   |                   |                   |                   | |
| 1907                                             | Класс «А»                                | V                 | 8                 | 1                 | 1                 | 6                 | 6 — 22            | 3                 | Клуб приостановил членство в Петербургской футбол-лиге                                               |
|                                                  |                                          |                   |                   |                   |                   |                   |                   |                   | |
| 1909                                             | Класс «А»                                |                   | 8                 | 4                 | 0                 | 4                 | 27 — 32           | 8                 | |
|                                                  |                                          |                   |                   |                   |                   |                   |                   |                   | |
| 1910                                             | Кубок                                    | 1/2               | 3                 | 2                 | 0                 | 1                 | 12 — 9            |                   | В этом же турнире выступали также II и III команды клуба (обе выбыли в 1/8)                          |
| 1910                                             | Класс «А»                                | IV                | 8                 | 2                 | 1                 | 5                 | 15 — 23           | 5                 | По окончании сезона клуб перешёл в «британскую» лигу (РОФЛ), конкурирующую с ПФЛ                     |
|                                                  |                                          |                   |                   |                   |                   |                   |                   |                   | |
| Российское общество футболистов-любителей (РОФЛ) |                                          |                   |                   |                   |                   |                   |                   |                   | |
|                                                  |                                          |                   |                   |                   |                   |                   |                   |                   | |
| 1911                                             | Весенний кубок РОФЛ                      |                   | 6                 | 6                 | 0                 | 0                 | 39 — 13           | 12                | |
| 1911                                             | Кубок Макферсона                         |                   | 6                 | 6                 | 0                 | 0                 | 27 — 6            | 12                | Совместный чемпионат клубов РОФЛ и ПФЛ — «русской» и «британской» лиг                                |
| 1911                                             | Кубок Николсона                          |                   | 4                 | 3                 | 1                 | 0                 | 16 — 2            | 7                 | Отдельный чемпионат РОФЛ                                                                             |
|                                                  |                                          |                   |                   |                   |                   |                   |                   |                   | |
| Петербургская футбольная лига                    |                                          |                   |                   |                   |                   |                   |                   |                   | |
|                                                  |                                          |                   |                   |                   |                   |                   |                   |                   | |
| 1912                                             | Кубок                                    | 1/4               | 3                 | 2                 | 0                 | 1                 | 17 — 8            |                   | II и III команды (1/16)                                                                              |
| 1912                                             | Класс «А»                                | IV                | 14                | 6                 | 3                 | 5                 | 42 — 29           | 15                | |
|                                                  |                                          |                   |                   |                   |                   |                   |                   |                   | |
| 1913                                             | Кубок                                    | 1/4               | 3                 | 2                 | 0                 | 1                 | 26 — 3            |                   | II и III команды (1/8), IV команда (1/16)                                                            |
| 1913                                             | Класс «А»                                |                   | 8                 | 4                 | 0                 | 4                 | 18 — 25           | 8                 | |
|                                                  |                                          |                   |                   |                   |                   |                   |                   |                   | |
| 1914                                             | Кубок                                    |                   | 3                 | 2                 | 0                 | 1                 | 13 — 11           |                   | |
| 1914                                             | Класс «А»                                | V                 | 10                | 3                 | 0                 | 7                 | 22 — 40           | 6                 | |
|                                                  |                                          |                   |                   |                   |                   |                   |                   |                   | |
| 1915                                             | Кубок                                    | 1/2               | 3                 | 2                 | 0                 | 1                 | 8 — 6             |                   | |
| 1915                                             | Класс «А»                                |                   | 11                | 8                 | 2                 | 1                 | 23 — 12           | 18                | |
|                                                  |                                          |                   |                   |                   |                   |                   |                   |                   | |
| 1916                                             | Кубок                                    | 1/8               | 1                 | 0                 | 0                 | 1                 | 3 — 4             |                   | |
| 1916                                             | Класс «А»                                |                   | 10                | 7                 | 2                 | 1                 | 41 — 18           | 16                | |
|                                                  |                                          |                   |                   |                   |                   |                   |                   |                   | |
| 1917                                             | Кубок                                    |                   | 4                 | 4                 | 0                 | 0                 | 17 — 1            |                   | |
| 1917                                             | Класс «А»                                |                   | 10                | 7                 | 1                 | 2                 | 29 — 10           | 15                | |
| 1917                                             | Класс «А»                                |                   | 2                 | 1                 | 0                 | 1                 | 7 — 4             |                   | Дополнительный финальный турнир                                                                      |
|                                                  |                                          |                   |                   |                   |                   |                   |                   |                   | |
| 1918                                             | Кубок                                    |                   | 3                 | 3                 | 0                 | 0                 | 9 — 3             |                   | |
| 1918                                             | Класс «А»                                |                   | 10                | 8                 | 0                 | 2                 | 43 — 9            | 16                | |
|                                                  |                                          |                   |                   |                   |                   |                   |                   |                   | |
| 1919                                             | Кубок                                    |                   | 3                 | 2                 | 0                 | 1                 | 14 — 7            |                   | |
| 1919                                             | Класс «А»                                | 4                 | 3                 | 1                 | 0                 | 2                 | 9 — 10            | 2                 | Турнир не окончен                                                                                    |
|                                                  |                                          |                   |                   |                   |                   |                   |                   |                   | |
| 1920                                             | Кубок                                    |                   |                   |                   |                   |                   |                   |                   | |
| 1920                                             | Чемпионат Петроградского военного округа |                   | 3                 | 2                 | 0                 | 1                 |                   |                   | |
|                                                  |                                          |                   |                   |                   |                   |                   |                   |                   | |
| 1921                                             | Кубок                                    |                   | 2                 | 2                 | 0                 | 0                 |                   |                   | Кубок Тосмена «Меркур» 4:3 СК «Замоскворечье» (Москва)                                               |
| 1921                                             | Класс «А»                                |                   |                   |                   |                   |                   |                   |                   | |
|                                                  |                                          |                   |                   |                   |                   |                   |                   |                   | |
| 1922                                             | Кубок                                    |                   | 3                 | 2                 | 0                 | 1                 | 12 — 12           |                   | |
| 1922                                             | Класс «А»                                |                   | 11                | 8                 | 0                 | 3                 | 44 — 30           | 16                | |
|                                                  |                                          |                   |                   |                   |                   |                   |                   |                   | |
| 1923                                             | Кубок                                    | 1/8               | 2                 | 1                 | 0                 | 1                 | 3 — 5             |                   | |
| 1923                                             | Класс «А»                                |                   | 16                | 12                | 1                 | 3                 | 50 — 20           | 25                | |
|                                                  |                                          |                   |                   |                   |                   |                   |                   |                   | |
| Чемпионаты ЛОСФК и ЛОСПС                         |                                          |                   |                   |                   |                   |                   |                   |                   | |
|                                                  |                                          |                   |                   |                   |                   |                   |                   |                   | |
| 1924                                             | «Инструкторские команды»                 | 1/2               | 1                 | 0                 | 0                 | 1                 | 2 — 3             |                   | Выступала под названием РСК «Спартак» Центральный район                                              |
|                                                  |                                          |                   |                   |                   |                   |                   |                   |                   | |
| 1925                                             | Кубок                                    | 1/8               | 1                 | 0                 | 0                 | 1                 | 0 — 3             |                   | Выступала под названием РСК «Спартак» Центральный район «А»                                          |
| 1925                                             | Класс «А»                                | IV                | 16                | 8                 | 3                 | 5                 | 32 — 35           | 19                | |
|                                                  |                                          |                   |                   |                   |                   |                   |                   |                   | |
| 1926                                             | Кубок                                    | 1/8               | 1                 | 0                 | 0                 | 1                 | 2 — 3             |                   | Выступала под названием РСК «Спартак» Центральный район                                              |
| 1926                                             | Класс «А»                                | VI                | 16                | 7                 | 2                 | 7                 | 38 — 34           | 16                | |
|                                                  |                                          |                   |                   |                   |                   |                   |                   |                   | |
| 1927                                             | Весеннее первенство                      |                   | 6                 | 3                 | 1                 | 2                 | 13 — 14           | 7                 | Выступала под названием «Клуб ЦДФК», с начала октября — «Клуб ЛГСПС»                                 |
| 1927                                             | I группа                                 |                   | 8                 | 5                 | 1                 | 2                 | 23 — 12           | 11                | |
|                                                  |                                          |                   |                   |                   |                   |                   |                   |                   | |
| 1928                                             | Весеннее первенство                      |                   | 5                 | 1                 | 3                 | 1                 | 14 — 16           | 11                | Выступала под названием «Клуб ЛОСПС»                                                                 |
| 1928                                             | II группа                                | I                 |                   |                   |                   |                   |                   |                   | Первый круг — группа сильнейших команд, второй круг — II группа                                      |
|                                                  |                                          |                   |                   |                   |                   |                   |                   |                   | |
| 1929                                             | II группа                                | I                 |                   |                   |                   |                   |                   |                   | Выступала под названием «Клуб ЦДФК». Первый круг — группа сильнейших команд, второй круг — II группа |

## Комментарии
1. ↑  «Британскими» («английскими») или «русскими» клубы тогдашней Лиги можно называть с известной долей условности — и в тех, и в других выступали игроки разных национальностей: этнические русские играли в «британских» клубах и наоборот, кроме того, выступали немцы, швейцарцы, скандинавы, голландцы, финны.
2. ↑  Всероссийский футбольный союз позднее формально объявил турнир неразыгранным ввиду имевших место нарушений регламента в ряде матчей.